# ダーヒリーヤ行政区
ダーヒリーヤ行政区（ダーヒリーヤぎょうせいく、アラビア語: محافظة الداخلية Muḥāfaẓat ad-Dāḫilīyah、英語: Ad Dakhiliyah Governorate）は、オマーンの行政区。
中心都市はニズワ。
以前は「地方」だったが2011年10月28日に「行政区」になった。

面積は3万1212km2、2013年の人口は38万7111人。

## 下位行政区画
ダーヒリーヤ行政区は8つの州に分かれる。
- ニズワ
- サマーイル（アラビア語版、英語版）
- バフラー（アラビア語版、英語版）
- アーダム (オマーン)（アラビア語版、英語版）
- ハムラーウ（アラビア語版、英語版）
- マナフ（アラビア語版、英語版）
- イズキー（アラビア語版、英語版）
- ビドゥビドゥ（アラビア語版、英語版）